# Mistrzostwa Świata w Łyżwiarstwie Szybkim w Wieloboju 2020
114. Mistrzostwa Świata w Łyżwiarstwie Szybkim w Wieloboju  – zawody w łyżwiarstwie szybkim, które odbyły się w norweskim Hamar w dniach 28 lutego-1 marca 2020 roku. Kobiety (po raz 78.) startowały na dystansach: 500 m, 1500 m, 3000 m, 5000 m, a panowie na dystansach: 500 m, 1500 m, 5000 m, 10 000 m. O miejscu w klasyfikacji końcowej wieloboju decyduje liczba punktów uzyskana w czterech biegach. Zwycięzcą zostaje zawodnik, który uzyskał najmniejszą sumę punktów. 
Tytułu mistrzowskiego nie obroniła Czeszka Martina Sáblíková, natomiast wśród mężczyzn trzeci raz z rzędu zwyciężył Holender Patrick Roest.

## Wyniki

### Kobiety
- DNS - nie wystartowała, NC - nie zakwalifikowała się, DQ - została zdyskwalifikowana

| Pozycja | Zawodniczka            | 500 m      | 3000 m       | 1500 m       | 5000 m      | Suma pkt. |
| ------- | ---------------------- | ---------- | ------------ | ------------ | ----------- | --------- |
| 01 !    | Ireen Wüst             | 38,96 (4)  | 4:02,60 (3)  | 1:53,89 (1)  | 7:01,68 (2) | 159,524   |
| 02 !    | Ivanie Blondin         | 39,19 (8)  | 4:02,54 (2)  | 1:55,21 (5)  | 7:04,46 (4) | 160,462   |
| 03 !    | Antoinette de Jong     | 39,39 (12) | 4:03,40 (5)  | 1:55,19 (4)  | 7:02,79 (3) | 160,631   |
| 4.      | Martina Sáblíková      | 40,30 (18) | 4:01,89 (1)  | 1:55,89 (7)  | 6:53,94 (1) | 160,639   |
| 5.      | Melissa Wijfje         | 39,15 (6)  | 4:02,81 (4)  | 1:55,72 (6)  | 7:05,20 (5) | 160,711   |
| 6.      | Jewgienija Łalenkowa   | 39,29 (9)  | 4:04,30 (9)  | 1:54,85 (2)  | 7:05,20 (5) | 160,809   |
| 7.      | Francesca Lollobrigida | 39,30 (10) | 4:04,14 (8)  | 1:57,22 (13) | 7:12,00 (7) | 162,263   |
| 8.      | Nana Takagi            | 38,86 (2)  | 4:08,59 (13) | 1:55,15 (3)  | 7:19,56 (8) | 162,630   |
| 9.      | Ayano Sato             | 38,99 (5)  | 4:06,68 (10) | 1:56,03 (8)  | NC          | 118,779   |
| 10.     | Jelizawieta Kazielina  | 38,86 (3)  | 4:08,82 (14) | 1:56,39 (9)  | NC          | 119,126   |

### Mężczyźni
- DNS - nie wystartował, NC - nie zakwalifikował się, DQ - został zdyskwalifikowany

| Pozycja | Zawodnik              | 500 m      | 5000 m       | 1500 m       | 10 000 m     | Suma pkt. |
| ------- | --------------------- | ---------- | ------------ | ------------ | ------------ | --------- |
| 01 !    | Patrick Roest         | 36,52 (7)  | 6:14,35 (1)  | 1:44,41 (1)  | 13:02,45 (1) | 147,880   |
| 02 !    | Sverre Lunde Pedersen | 36,37 (5)  | 6:19,40 (2)  | 1:45,02 (2)  | 13:19,22 (2) | 149,277   |
| 03 !    | Seitaro Ichinohe      | 36,17 (1)  | 6:24,63 (8)  | 1:45,85 (3)  | 13:07,88 (2) | 149,310   |
| 4.      | Jan Blokhuijsen       | 36,64 (8)  | 6:22,93 (7)  | 1:45,97 (4)  | 13:12,38 (5) | 149,875   |
| 5.      | Siergiej Trofimow     | 37,00 (14) | 6:21,95 (4)  | 1:46,28 (9)  | 13:10,47 (3) | 150,144   |
| 6.      | Shane Williamson      | 36,31 (3)  | 6:30,12 (16) | 1:46,27 (8)  | 13:39,33 (8) | 151,711   |
| 7.      | Ted-Jan Bloemen       | 37,96 (21) | 6:22,82 (5)  | 1:48,50 (16) | 13:10,95 (4) | 151,955   |
| 8.      | Jordan Belchos        | 38,35 (23) | 6:20,76 (3)  | 1:47,68 (13) | DQ (8)       | 152,069   |
| 9.      | Riku Tsuchiya         | 36,74 (11) | 6:26,76 (12) | 1:46,42 (10) | NC           | 110,889   |
| 10.     | Bart Swings           | 37,01 (15) | 6:26,74 (11) | 1:46,14 (6)  | NC           | 111,064   |